# Scolopendra anomia
Scolopendra anomia är en mångfotingart som beskrevs av Newport 1844. Scolopendra anomia ingår i släktet Scolopendra och familjen Scolopendridae. Inga underarter finns listade i Catalogue of Life.